# Die Insel (Theater)
Die Insel war eine Kleinkunstbühne im 1. Wiener Gemeindebezirk Innere Stadt.
Die Insel wurde am 20. September 1937 als Kollektivbühne im Palais Erzherzog Wilhelm (damals Eugen-Palais) am Parkring  8 als ein Theater der 49 eröffnet, also als eine weniger als 50 Zuschauer fassende Spielstätte, die sich in dieser Größe eine Theaterkonzession ersparte. Gegeben wurde an jenem Abend das Drama Der Bürge (L’Otage) von Paul Claudel (1868–1955) in der Inszenierung von Epp sowie Aristophanes’ Plutus in der Bearbeitung von Joseph Gregor (1888–1960). 
Künstlerisch leitete das Theater zunächst Leon Epp (1905–1968), der 1932 das Wiener Ateliertheater gegründet hatte. Von 1938 bis 1945 war die Insel wiederum geschlossen. Nachdem sich Epp in der Zeit des Nationalsozialismus mit dem Betrieb eines Lustspieltheater namens Komödie in der Johannesgasse 4 versucht hatte, eröffnete er dort die Bühne unmittelbar nach dem Krieg wieder mit engagiertem zeitgenössischen politischem Programm. Er musste das Unternehmen jedoch bereits 1951 wieder aufgeben. In dem Haus befindet sich seither das Metro-Kino.